# Южная рокада
Ю́жная рока́да — строящаяся автомобильная дорога в Москве. По проекту, после завершения строительства трасса общей протяжённостью 40 километров обеспечит диагональную связь между западной, южной и юго-восточной частями города, разгрузит Московскую кольцевую автомобильную дорогу, Третье транспортное кольцо в южном и юго-восточном секторе города и центр Москвы.
В русском языке слово «рокада» (от фр. rocade «объездная дорога») первоначально использовалось для обозначения дороги в прифронтовой полосе, следующей параллельно линии фронта и используемой для маневрирования и логистики. В названии Южной рокады подчеркивается особая планировочная роль этой трассы — хоть и обеспечивающей транзитное движение через город, но всё же идущей в обход его центра.

## Проект

Предполагаемая схема участка Южной рокады «Рублёвское шоссе — улица Борисовские Пруды»

Впервые о создании в Москве хордовых магистралей заговорили в первой половине XX века. В 1930-х годах вопрос прокладки хорд поднимал известный планировщик, специалист по градостроительству Анатолий Якшин, в 1970-х идею развивали его ученики, включая Александра Стрельникова. Прогнозируя рост количества автомобилей, авторы генерального плана Москвы 1971 года предусмотрели, помимо МКАД и Садового кольца, 2 новые кольцевые и 4 скоростные хордовые магистрали. Однако проекты хорд остались на бумаге, а многие участки, где они должны были пролегать, были застроены. В середине 2000-х годов в рамках разработки проекта Четвёртого транспортного кольца в Генеральный план Москвы были заложены две хордовые трассы — Северная и Южная рокады, которые обеспечили бы сообщение с ТТК, попутно разгрузив как центр города, так и МКАД.
После отказа от строительства ЧТК, проект которого оценивался в 1 триллион рублей, московские власти вернулись к идее хордовых магистралей. Весной 2012 года мэр Москвы Сергей Собянин представил президенту Дмитрию Медведеву проект развития транспортной инфраструктуры московской агломерации, предусматривающий создание внутри МКАД трёх хордовых направлений: Северо-Восточной и Северо-Западной хорд и Южной рокады, образующих незамкнутую кольцеобразную систему с выходами на МКАД. В дальнейшем к ним добавилась Юго-Восточная хорда.

### Сроки
Четыре крупнейшие магистрали одновременно строятся в столице: Северо-Восточная, Северо-Западная и Юго-Восточная хорды, а также Южная рокада. Такого в Москве еще не было. По планам городских властей, в 2023 году они сомкнутся в кольцо длиной 133 км, связав основные трассы.Сергей Куксин, Любовь Проценко

## Участки

Мероприятия по реконструкции магистрали Рублёвское шоссе — Балаклавский проспект

По проекту Южная рокада пролегает от МКАД к Каширскому шоссе по Рублёвскому шоссе, Аминьевскому шоссе, улице Лобачевского, улице Обручева, Балаклавскому проспекту и Кантемировской улице. Первоначально проект строительства Южной рокады подразумевался и по улице Борисовские Пруды с выходом на МКАД через Капотню, завершение строительства рокады было запланировано на 2018 год. Летом 2018 года мэр Москвы Собянин предложил изменить проект строительства. Новый проект подразумевал совмещение участка Южной рокады и Юго-Восточной хорды от Кантемировской улицы до Шоссейной улицы с последующим выходом к улице Верхние поля. В ноябре 2018 года прошли публичные слушания, где был утверждён обновленный проект Южной рокады

### МКАД—Балаклавский проспект
В первый участок Южной рокады вошли Рублёвское шоссе, улица Лобачевского, улица Обручева и Балаклавский проспект. На участке была проведена реконструкция дорог, построены развязки на пересечении Рублёвского шоссе с улицами Академика Павлова и Маршала Тимошенко и на пересечении улицы Лобачевского с Мичуринским проспектом. На участках Рублёвского шоссе от Можайского шоссе до проспекта Вернадского и от Ленинского проспекта до Чертановской улицы была организована выделенная полоса для общественного транспорта, а его остановки были вынесены в заездные карманы. Для движения автотранспорта по районам без выезда на основную трассу были проложены боковые проезды. Также были построены 7 подземных и 1 надземный пешеходный переход и устроена велодорожка.

### Балаклавский проспект—Пролетарский проспект

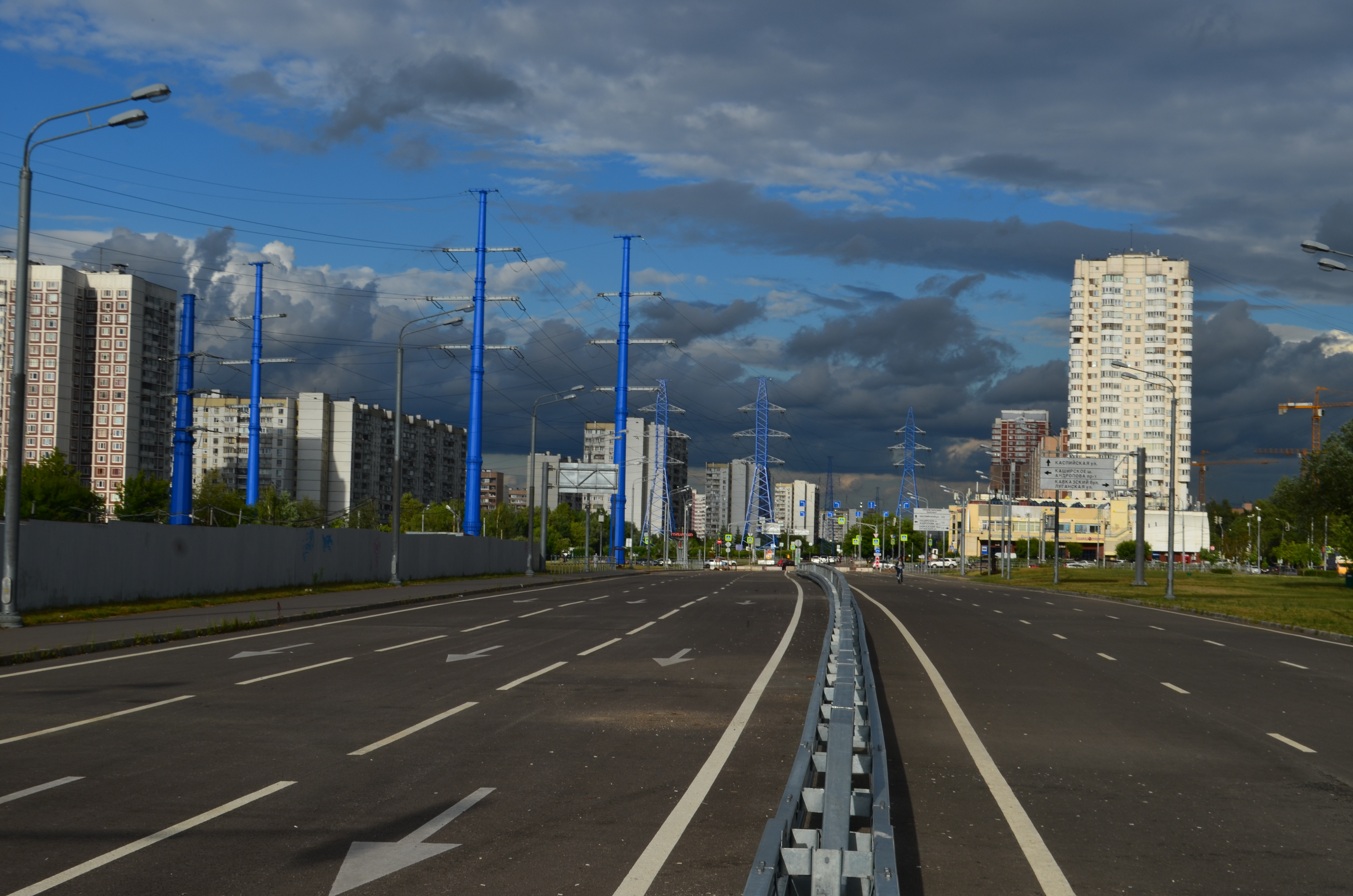
Участок 30.06.2019, вид в сторону Кантемировской улицы, примерно в 100 м от пересечения с Пролетарским проспектом

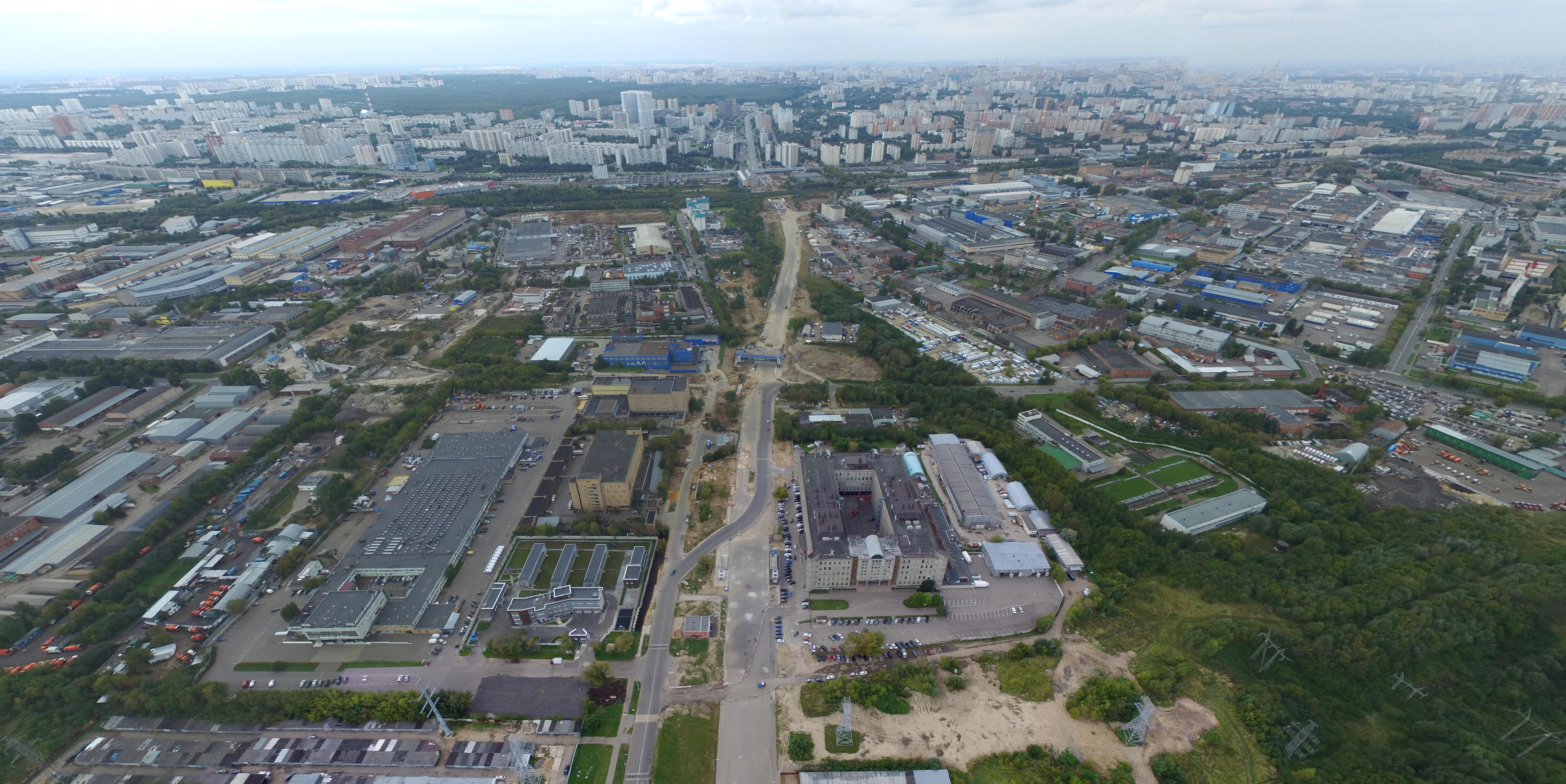
Строительство в районе Кантемировской улицы, вид в сторону Варшавского шоссе

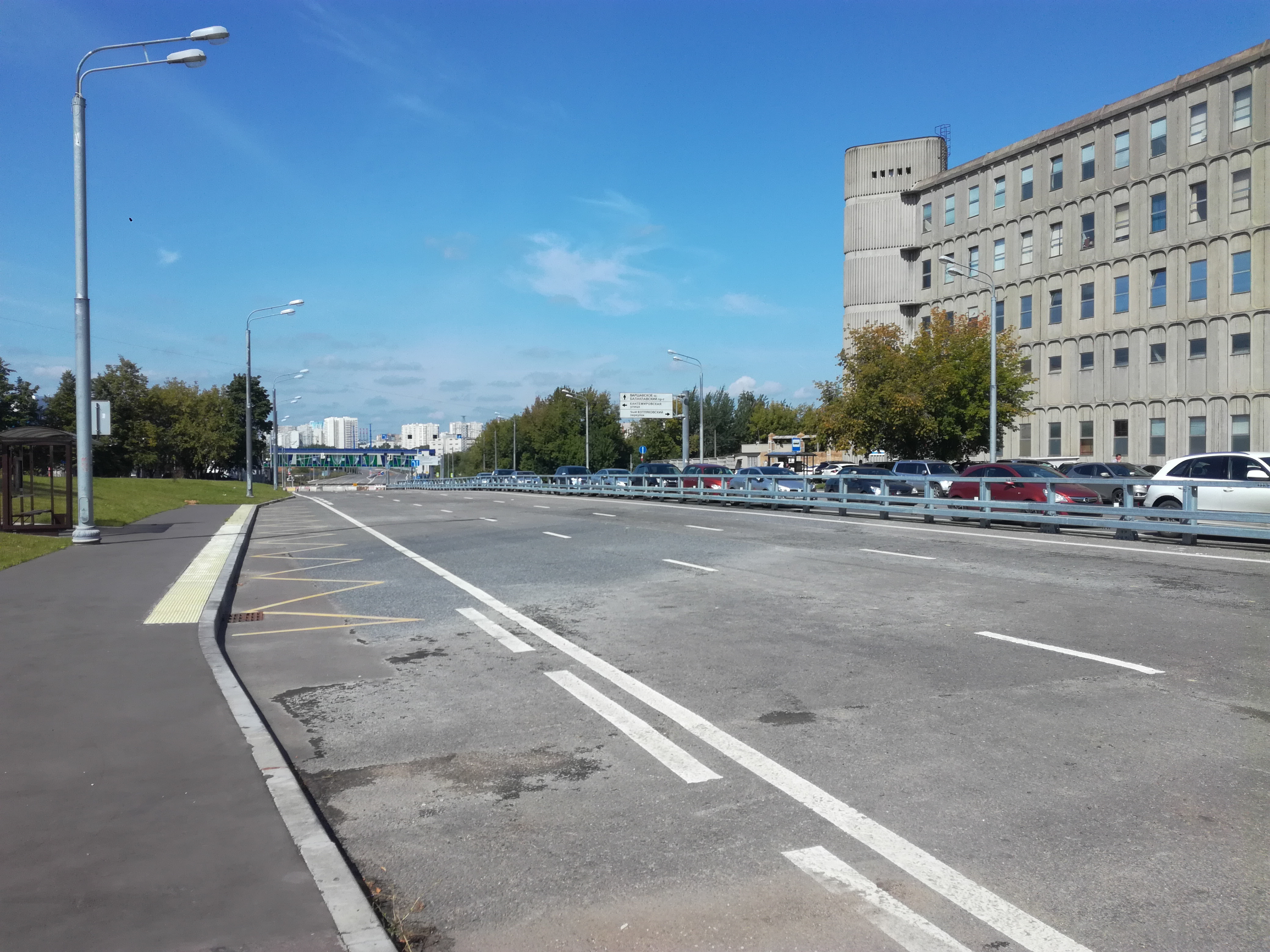
Вид в сторону Варшавского шоссе, примерно в 300 м от пересечения с улицей Бехтерева

В августе-сентябре 2015 года «Московская инженерно-строительная компания» получила контракт на выполнение подрядных работ на втором участке Южной рокады. В рамках проекта предполагается строительство многоуровневой развязки на пересечении Балаклавского проспекта и Варшавского шоссе, в состав которой войдут тоннель под шоссе протяжённостью 600 метров, разворотные съезды и боковые проезды и эстакада.
- В мае 2017 года состоялся конкурс на строительство железнодорожных эстакад по Павелецкому направлению Московской железной дороги, под которым затем прошла основная трасса Южной рокады.
  - После шоссе и железной дороги рокада пересекает реку Чертановку по мосту и связывает разделённые ими районы[2][13][14].
- На 27 ноября 2019 года было завершено строительство железнодорожных эстакад по Павелецкому направлению в составе Южной рокады[15].

- Участок был открыт 12 декабря 2019 года[16].

### Пролетарский проспект—МКАД
Третий участок Южной рокады, следующий после пересечения с Пролетарским проспектом, будет сформирован за счёт существующих улиц, которые будут реконструированы: расширены, увеличено количество внедорожных пешеходных переходов и уменьшено количество светофоров.